# رکا سوچ
رکا سوچ (مجاری: Réka Szőcs؛ زادهٔ ۱۹ نوامبر ۱۹۸۹) بازیکن فوتبال اهل مجارستان است.
وی همچنین در تیم ملی فوتبال زنان مجارستان بازی کرده‌است.